# Meister der blauen Kreuze

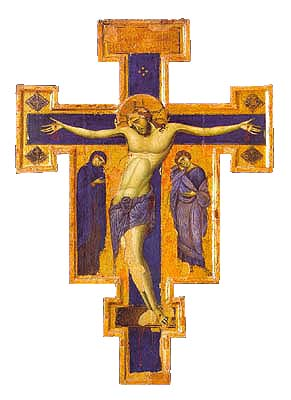
Doppelseitiges blaues Kreuz, Italien, 13. Jahrhundert

Mit Meister der blauen  Kreuze wird ein mittelalterlicher Maler bezeichnet, der um 1265 oder 1275 in Italien vorwiegend im Norden von Umbrien tätig war. Der namentlich nicht bekannte Künstler erhielt seinen Notnamen nach den von ihm geschaffenen Kruzifixen, die den gekreuzigten Christus auf einem Hintergrund von brillanter Lapis-Lazuli-Farbe darstellen. Diese Darstellungen sind noch stark von byzantinischer Kunst beeinflusst.  

## Werke (Auswahl)
- Doppelseitiges blaues Kreuz, Museo Della Basilica, Assisi[1]
- Prozessionskreuz,  Sophia Smith Collection, Smith College, Northampton, MA
- Kreuzigung, Museum of Fine Arts, Boston Nr. 28.886